# Платонівка (Роздільнянський район)
Плато́нівка — село в Україні, у Великомихайлівській селищній громаді Роздільнянського району Одеської області. Населення становить 16 осіб.
До 17 липня 2020 року було підпорядковане Великомихайлівському району, який був ліквідований.

## Історія
Під час Голодомору 1932—1933 років помер щонайменше 1 житель села.

## Населення
Згідно з переписом 1989 року населення села становило 49 осіб, з яких 18 чоловіків та 31 жінка.
За переписом населення 2001 року в селі мешкало 16 осіб.

### Мова
Розподіл населення за рідною мовою за даними перепису 2001 року:
| Мова       | Відсоток |
| ---------- | -------- |
| українська | 93,75 %  |
| молдовська | 6,25 %   |